# 格利卡奈拉
格利卡奈拉（羅馬化：Glyká Nerá，直译：「甜水」）是希臘阿提卡大區东阿提卡专区派阿尼亚市镇的市区及城镇。市区面积为9.24平方公里，2021年人口数量为11,877人。

## 地理
格利卡奈拉位于森林茂密的伊米托斯山最北端的东坡。位於雅典市中心以东11公里、雅典國際機場西北11公里。邻近城镇有东北方向的耶拉卡斯和南边的派阿尼亚镇。

## 人口
| 年份 | 人口数量 |
| ---- | -------- |
| 1981 | 3,547    |
| 1991 | 5,813    |
| 2001 | 6,623    |
| 2011 | 11,049   |
| 2021 | 11,877   |

## 外部鏈接
- 派阿尼亚市镇官方網站 （页面存档备份，存于） （希腊文）